# Varshultamyren
Varshultamyren är ett naturreservat i Klippans och Perstorps kommuner  i Skåne län.
Området är naturskyddat sedan 2014 och är 154 hektar stort. Det består av en högmosse som sluttar mot ett laggkärr som avvattnar mossen.